# Coppa Italia IBL 2011
La Coppa Italia di Italian Baseball League 2011 è stata la trentaduesima edizione del trofeo, la seconda dopo l'introduzione del sistema delle franchigie.
Alla coppa partecipano 7 squadre, con ingresso scaglionato. Alla prima fase, un girone all'italiana di sola andata con doppio incontro, partecipano le squadre classificate dal 5º all'8º posto della regular season di Italian Baseball League.
Le prime due classificate del girone passano alla seconda fase, a cui prendono parte anche le squadre classificate al 3º e al 4º posto del girone di semifinale di IBL. La seconda fase prevede due turni a eliminazione diretta al meglio delle 3 partite.
La squadra vincente si qualifica per la finale contro la squadra sconfitta nelle Italian Baseball Series.

## Prima fase

### Risultati
| Prima giornata |                      |          |
|                | 6 agosto 2011        |          |
|                | Rimini-Novara        | 5-2 7-11 |
|                | Grosseto-N.E.Knights | 6-1 1-12 |

| Seconda giornata |                    |          |
|                  | 13 agosto 2011     |          |
|                  | Grosseto-Novara    | 13-5 2-5 |
|                  | N.E.Knights-Rimini | 3-9 0-3  |

| Terza giornata |                    |           |
|                | 20 agosto 2011     |           |
|                | Rimini-Grosseto    | 5-0 3-7   |
|                | Novara-N.E.Knights | 12-9 5-11 |

#### Classifica
|    | Classifica prima fase 2011 | PG | PV | PP | PCT  | PD  |
| -- | -------------------------- | -- | -- | -- | ---- | --- |
| 1. | Rimini                     | 6  | 4  | 2  | .666 | 0.0 |
| 2. | Grosseto                   | 6  | 3  | 3  | .500 | 1.0 |
| 3. | Baseball Novara            | 6  | 3  | 3  | .500 | 1.0 |
| 4. | Godo Knights               | 6  | 2  | 4  | .333 | 2.0 |

## Seconda fase
|  | Primo turno    | Primo turno    | Primo turno | Primo turno | Primo turno |  |  | Secondo turno  | Secondo turno  | Secondo turno | Secondo turno | Secondo turno |  |
|  |                |                |             |             |             |  |  |                |                |               |               |               |  |
|  | Rimini         | Rimini         | Rimini      | 3           | 4           |  |  |                |                |               |               |               |  |
|  | 1949 Parma     | 1949 Parma     | 1949 Parma  | 8           | 6           |  |  | 1949 Parma     | 1949 Parma     | 3             | 2             | 3             |  |
|  | Unipol Bologna | Unipol Bologna | 7           | 1           | 9           |  |  | Unipol Bologna | Unipol Bologna | 1             | 5             | 11            |  |
|  | Grosseto       | Grosseto       | 3           | 6           | 8           |  |  |                |                |               |               |               |  |

## Finale

### Gara 1
| Nettuno 13 settembre 2011, ore 21:00 | Danesi Nettuno | 4 – 2 | Unipol Bologna | Stadio Steno Borghese (6.500 spett.) |

### Gara 2
| Nettuno 14 settembre 2011, ore 16:00 | Unipol Bologna | 4 – 5 | Danesi Nettuno | Stadio Steno Borghese |

## Verdetto
- Vincitore Coppa Italia:   Danesi Nettuno